# 15th Anniversary Live Best
『15th Anniversary Live Best』（フィフティーンス・アニヴァーサリー・ライヴ・ベスト）は、Superflyのライブ・ベスト・アルバム。ワーナーミュージック・ジャパンから配信限定でリリースされた。

## 概要
アルバムとしては前作『0』から約2年10ヶ月ぶり。4thアルバム『Force』や23rdシングル『Bloom』などに特典としてライブ音源CDがつけられた例を除くと、Superflyとしては初となるライブ・アルバム単品での作品。また、Superflyのアルバムが配信限定で発売されるのも、本作が初である。
本アルバムのリリースに先立った公式や各メディアでの事前の予告等は一切行われず、配信開始日当日にリリースが発表された。
2022年11月23日にSuperflyのデビュー15周年を記念したライブイベント「Superfly 15th Anniversary Live “Get Back!!”」が開催されることに先立って発売され、過去に行われたライブでのパフォーマンスのうち、厳選した全15曲のライブ音源を収録している。
なお、Superflyは2021年4月4日付でレーベルをユニバーサルシグマへ移籍しているが、対象のライブ音源が全て旧レーベル在籍中のものであったため、本アルバムもワーナーミュージック・ジャパンのレーベルでのリリースとなっている。

## 収録曲
- 楽曲の作詞・作曲者は各リンク先を参照のこと。

1. 愛をこめて花束を (Live from Rock'N'Roll Show 2008)
2. Beautiful (Live from Superfly Arena Tour 2019 “0”)
3. タマシイレボリューション (Live from GIVE ME TEN!!!!!)
4. フレア (Live from Superfly Arena Tour 2019 “0”)
5. 輝く月のように (Live from Superfly Tour 2012-13 “Live Force”)
6. 愛をからだに吹き込んで (Live from Superfly WHITE TOUR 2015)
7. 黒い雫 (Live from Superfly Arena Tour 2016 “Into The Circle!”)
8. 覚醒 (Live from Superfly Arena Tour 2019 “0”)
9. Wildflower (Live from Shout In The Rainbow!!)
10. Bi-Li-Li Emotion (Live from 5th Album『WHITE』リリース記念 FREE LIVE)
11. Alright!! (Live from Shout In The Rainbow!!)
12. やさしい気持ちで (Live from Dancing at Budokan!!)
13. My Best Of My Life (Live from GIVE ME TEN!!!!!)
14. Gifts (Live from Superfly Arena Tour 2019 “0”)
15. ハロー・ハロー (Live from Rock'N'Roll Show 2008)